# مارتين مويس
مارتين ماري إتيان مويس (بالفرنسية: Marie Étienne Martine Joseph)‏ (ولدت في 5 يونيو عام 1974) هي السيدة الأولى السابقة لهايتي وأرملة الرئيس جوفينيل مويس، شغلت منصب السيدة الأولى للبلاد من فبراير عام 2017، حتى اغتيال زوجها في 7 يوليو 2021، وأصيبت بجروح في الهجوم نفسه على منزلهم في بيتيونفيل.

## السيرة الشخصية
ولدت مارتين في 5 يونيو 1974 ، في بورت أو برانس في هايتي، أكملت دراستها الابتدائية والثانوية في مدرسة روجر أنجليد في بورت أو برانس عام 1993. ثم نالت شهادة في دراسات الترجمة من جامعة قيسكيا عام 1997.
التقت بزوجها جوفينيل مويس، بينما كانا طالبين في جامعة قيسكيا، وتزوجا في عام 1996. في وقت لاحق من نفس العام ، انتقلت مارتين وزوجها إلى بورت دي بيه في الإدارة الشمال غربية، بِنيّة العمل في التنمية الريفية.
خلال فترة عملها كسيدة أولى، شغلت مارتين منصب رئيس Fondasyon Klere Ayiti، وهي منظمة تنمية مجتمعية تركز على التربية المدنية وقضايا المرأة، في أكتوبر 2017، أصبحت رئيسة تنسيق الصندوق العالمي في هايتي - CCM، الذي يهدف إلى التخفيف من فيروس نقص المناعة البشرية والملاريا وأمراض الصحة العامة الأخرى في هايتي. كما دعت مارتين إلى استثمارات جديدة في صناعة الفنون والحرف اليدوية الهايتية في محاولة لتعزيز الحرفيين المحليين.
في 7 يوليو 2021، اغتيل الرئيس جوفينيل مويس، وأُصيبت السيدة الأولى مارتين مويس بجروح خطيرة خلال هجوم مُسلح على مكان إقامتهم في بيتيونفيل. أصابت أعيرة نارية ذراعيها وفخذها وأصيبت في يدها وبطنها بجروح بالغة، نُقلت مارتين على إثرها إلى المستشفى العام في بورت أو برانس  عُقب الهجوم، جرى إحضارها إلى ميامي بعد ظهر نفس اليوم لتلقي مزيد من العلاج وهبطت طيارة الإسعاف الخاصة بها في مطار فورت لودرديل التنفيذي بولاية فلوريدا في حوالي الساعة 3:30 مساءً بتوقيت شرق الولايات المتحدة. ونُقلت إلى مركز Ryder Trauma Center في ميامي.